# Iolanda Balaș
Iolanda Balaș (* 12. Dezember 1936 in Timișoara; † 11. März 2016 in Bukarest) war eine rumänische Hochspringerin. Sie war zweifache Olympiasiegerin und gilt als eine der besten Hochspringerinnen aller Zeiten.

## Leben
Balaș gehörte zur ungarischen Bevölkerung in Rumänien; deswegen erscheint ihr Name teilweise auch in ungarischer Schreibweise als Jolán Balázs.
1958 heiratete sie ihren gleichfalls rumänisch-ungarischen Trainer Ioan Soter (János Sőtér), 1968 wurden sie kirchlich getraut.

## Laufbahn
Balaș dominierte für ein Jahrzehnt die internationalen Hochsprungwettbewerbe. Zwischen 1957 und 1967 gewann sie 150 Wettbewerbe in Folge und verbesserte dabei den Weltrekord insgesamt 14 Mal von 1,74 m auf 1,91 m.
Als einziger Hochspringerin gelang es Balaș, zweimal hintereinander Olympiasiegerin zu werden. Nachdem sie bei ihrer Olympiapremiere 1956 in Melbourne Fünfte geworden war, distanzierte sie bei den Olympischen Spielen 1960 in Rom mit 1,85 m die Polin Jarosława Jóźwiakowska und die Britin Dorothy Shirley, die gemeinsam die Silbermedaille gewannen, um 14 Zentimeter. Vier Jahre später bei den Spielen in Tokio gewann sie mit 1,90 m und hatte zehn Zentimeter Vorsprung auf Michele Brown.

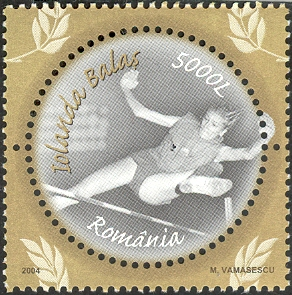
Iolanda Balaș auf einer rumänischen Briefmarke von 2004

Auch bei Europameisterschaften war sie erfolgreich: Musste sie sich 1954 in Bern noch mit der Silbermedaille begnügen, so wurde sie 1958 in Stockholm und 1962 in Belgrad Europameisterin. Bei den Europameisterschaften 1966 in Budapest war sie dabei, gab aber an verletzt zu sein, wodurch sie auch der neu eingeführten Geschlechtsüberprüfung beim Sport entging. Vor den Olympischen Spielen 1968 in Mexiko-Stadt unterzog sie sich einer Operation, trat aber nicht in Mexiko an. Schon zuvor war vermutet worden, dass sie auch männliche Geschlechtsmerkmale haben könne (Intersexualität).
Balaș praktizierte noch die einfache althergebrachte und wenig ökonomische Schertechnik. Am 4. September 1971 war es die Österreicherin Ilona Gusenbauer, die den zehn Jahre alten Weltrekord von Iolanda Balaș mit 1,92 m im Parallelwälzer verbesserte. Ein Jahr später stellte Ulrike Meyfarth bei ihrem Olympiasieg in München den Rekord ein und war damit die erste Weltrekordlerin mit der neuen Flop-Technik.
Iolanda Balaș war von 1988 bis 2005 Präsidentin des rumänischen Leichtathletikverbandes.

## Auszeichnungen
- Am 30. Juni 1998 wurde Iolanda Balaș der Titel Ehrenbürger der Stadt Timișoara verliehen.
- 2001 Ehrenbürger von Bukarest
- Am 14. April 2003 wurde das Sportstadion Stadionul Iolanda Balaș Soter nach ihr benannt.
- Im Oktober 2012 fand Balaș Aufnahme in die IAAF Hall of Fame.
- 2016 Großoffizier des Sterns von Rumänien (posthum)